# Ентероцит
Ентероцити или цревне апсорпционе ћелије, су једноставне колонасте епителне ћелије које облажу унутрашњу површину танког и дебелог црева. Иако је ова врста ћелије најчешћи тип ћелије у танком цреву ентероцити се такође налазе, у смањеном броју, и у дебелом и слепом цреву.
Ентероцити извршавају бројне функције у варењу.  апсорпцију разних супстанци и материјала из хране  и такође играју улогу у имунолошкој одбрани. За те функцијује енергију добијају из бутирата који производе пробиотици. 
Површински слој гликокаликса који садржи дигестивне ензиме, преко микровила на апикалној површини ентероцита (који повећавају њихову апсорпциону површину) врше транспорт бројних малих молекула из лумена црева. Ти молекули укључују разграђене протеине, масти и шећере, као и воду, електролите, витамине и жучне соли. 
Ентероцити такође имају ендокрину улогу, јер луче хормоне као што је лептин.

## Развој
Ентероцити се развијају из одраслих матичних ћелија које се налазе на дну Lieberkühn-ових  крипти У почетку, одрасле матичне ћелије постају пролазне ћелије које појачавају (прогениторске ћелије), које се налазе мало даље од нише матичних ћелија одраслих. Пролазне ћелије које ојачавају деле се 4 до 6 пута да би повећале популацију прогенитора, а затим се диференцирају у различите типове ћелија које се налазе у цревном епителу. Већина њих постају ентероцити, али и глобет ћелије, М ћелије и други типови ћелија. Нове ћелије прогресивно потискују нове ентероците ка врховима ресица или на површину епитела. Када дођу до ових положаја, оне умиру и издвајају се из епитела. Екструзија укључује и механички притисак и губитак адхезионих веза са суседним ћелијама. Неке ћелије умиру апоптозом, а затим се избацују из епитела. Није познато који је механизам кретања ентероцита из крипти ка површини епитела. Молекуларне компоненте базалне ламине су различите дуж пута ентероцита и сматра се да могу допринети овој миграцији. Такође се сматрало да је дијета укључена у динамику живота ентероцита.

## Физиологија
Главна функција ентероцита су:
- Апсорбовање хранљивих материја из хране након њиховог ензимског варења у желуцу и цревима, па се може рећи да све врсте хранљивих материја пролазе кроз ентероците   Ентероцити за овај процес користе глутамат и глутамин, као и масне киселине и глукозу, као снабдевање енергијом.
- Варење хране уз помож ензима које луче ентероцити и који разграђују пептиде и дисахариде. Гликокаликс апикалног домена ентероцита формира слој дебљине око 400 до 500 нм, понекад чак и 1 µм. Неки ензими који учествују у варењу су усидрени за овај гликокаликс.
- Одбрамбена функција заснована на томе да мале везикуле ентероцита ослобађају из врхова микровила ензиме попут фосфатазе, који могу имати одбрамбену функцију против патогена.

Дакле, ентероцити не само да бирају и хватају супстанце из процеса варења, већ и неке од њих прерађују. У ствари, каже се да постоје две фазе у варењу, једна се дешава у лумену црева, коју спроводе ензими панкреаса, а друга на површини ентероцита, коју обављају други дигестивни ензими. Већину апсорпције хранљивих материја постижу ентероцити танког црева, док ентероцити дебелог црева углавном апсорбују воду.  

### Путеви кретања хране кроз цревни епител
Супстанце које настају варењем морају да прођу кроз цревни епител да би доспеле у крвоток. То се може обавити кроз неколико путева: трансцелуларни, ендоцитоза/трансцитоза и парацелуларни.

#### Транцелуларни пут
Већина молекула прелази епителни слој црева прелазећи кроз ентероците. Прво прелазе преко апикалне мембране, а затим преко базолатералне. Молекули се померају слободном пасивном дифузијом, олакшаном пасивном дифузијом или активним транспортом. У слободној пасивној дифузији , молекули прелазе мембране без икакве помоћи. У олакшаном и у активном транспорту, молекуле треба препознати помоћу специфичних транспортера уметнутих у мембране. Вода, етанол и многи липиди пролазе кроз ентероците слободном пасивном дифузијом. Глукоза, неки липиди, аминокиселине и ди- и трипептиди улазе у ентероците олакшаним пасивним транспортом или активним транспортом.
Апикални домен ентероцита носи скуп протеина за апсорпцију супстанци, док латеро-базалне мембране имају још један трансмембрански транспортер за извлачење молекула из ћелије.
Способност апсорпције зависи од стадијума диференцијације ентероцита, који одређује број пумпи на натријум мембрани, све више што се ентероцити удаљавају од дубине крипти. Дакле, највећи део апсорпције шећера и аминокиселина врши се у горњој трећини ресица танког црева и близу површине дебелог црева. На пример, активност хидролазе се повећава како се ентероцити удаљавају од ниша матичних ћелија (дубоки делови крипти).

#### Ендоцитоза/трансцитоза
Неки молекули, као што су имуноглобулини, улазе у ентероците ендоцитозом посредованом рецептором и транспортују се у домене базолатералне мембране трансцитозом. Путовање почиње у везикулама формираним у бази микровила, које се касније спајају са ендосомима. Ендосоми ослобађају нове везикуле које се спајају са базолатералним мембранама егзоцитозом. На овај начин, молекули избегавају пут лизозомске деградације.

#### Парацелулар
Вода и јони пролазе кроз епител парацелуларним путем.
| Функција                             | Опис |
| ------------------------------------ | --- |
| Апсорпција јона                      | Она укључује апсорпцију јона натријум, калцијум, магнезијум, гвожђе, цинк и бакар. Она се обично одвија кроз активни транспорт. |
| Апсорпција воде                      | Ову врсту апсорпције прати осмотски градијент који успоставља На+/К+ АТПаза на базолатералној површини. Овај процес се може одвијати трансцелуларно или парацелуларно. |
| Апсорпција шећера                    | Полисахаридазе и дисахаридазе у гликокаликсу разграђују велике молекуле шећера, који се затим апсорбују. Глукоза прелази преко апикалне мембране ентероцита помоћу котранспортера натријум-глукозе. Креће се кроз цитосол (цитоплазму) и излази из ентероцита преко базолатералне мембране (у крвне капиларе) помоћу ГЛУТ2. Галактоза користи исти транспортни систем. Фруктоза, с друге стране, прелази преко апикалне мембране ентероцита, користећи ГЛУТ5. Сматра се да галактоза прелази у крвне капиларе користећи један од ГЛУТ транспортера.                              |
| Апсорпција пептида и аминокиселина   | Пептидазе у гликокаликсу цепају протеине на аминокиселине или мале пептиде. Ентеропептидаза (позната и као ентерокиназа) је одговорна за активирање трипсиногена панкреаса у трипсин, који активира друге зимогене панкреаса. Они су укључени у Кребсов и Кори циклус и могу се синтетизовати са липазом. |
| Апсорпција липида                    | Липиди се разлажу липазом панкреаса уз помоћ жучи, а затим дифундују у ентероците. Мањи липиди се транспортују у цревне капиларе, док се већи липиди обрађују Голџијевим и глатким ендоплазматским ретикулумом у липопротеинске хиломикре и егзоцитозују у млечне жлезде. |
| Апсорпција витамина Б12              | Апсорпција витамимна Б12 обавља се тако што се за рецептори ентероцита везују комплекс витамина Б12-желудачног унутрашњег фактора и уносе га у ћелију. |
| Апсорпција некоњугованих жучних соли | Жуч која је ослобођена а није искоришћена у процесу у емулзификације липида апсорбује се у танком цреву. Овај процес је познат и као ентерохепатична циркулација. У физиолошким условима, око 95% цревних жучних киселина реапсорбује се у сваком циклусу, углавном преко ентероцита танког црева преко апикалног натријум-зависног транспортера жучне киселине (ASBT; SLC10A2), и транспортује се назад у јетру. Овај механизам ентерохепатичне циркулације је строго регулисан жучним киселинама-активираним нуклеарним фарнезоидним Х-рецептором (FXR) и у јетри и у цревима. |
| Секреција имуноглобулина             | ИгА из плазма ћелија у слузокожи апсорбуј се преко ендоцитозе посредоване рецепторима на базолатералној површини и ослобађају се као комплекс рецептор-ИгА у лумен црева. Компонента рецептора даје додатну стабилност молекулу. |

## Заштитна улога ентероцита
Ентероцити  који иако масовно морају да пропуштају хранљиве материје  ониистовртемено формирају и баријеру која одбија антигене, токсичне молекуле и микроорганизме. Ентероцити су у контакту са многим микроорганизмима. Они микроорганизми који су резидентни у цревима су обично корисни, али могу бити опасни ако доспеју у унутрашња ткива, а ту су и они нерезидентни патогени који долазе са оброком.
Апикална површина ентероцита прекривена је слојем мукозних супстанци које ослобађају ћелије глобуса. Овај слој је састављен од угљених хидрата и има густу вискозност која омогућава дифузију молекула, али одбацује ћелије и највеће молекуле. Поред тога, микроресице ентероцита показују добро развијен гликокаликс у апикалним врховима сваког микровилуса, који делује као физичка и електрична баријера пошто је пун негативних наелектрисања. Ове микровиле отежавају директан физички контакт између микроорганизама и мембране ентероцита. Међутим, чак и ако прођу ове две баријере, микроорганизми би требало да превазиђу унутрашњи транспортни механизам микроресица.
Муцини су високо гликозиловани протеини који се налазе у апикалној плазма мембрани ентероцита. Они доприносе добро развијеном гликокаликсу. Муцини су трансмембрански протеини повезани са цитоскелетом својим цитосолним доменом. МУЦ3, МУЦ12 и МУЦ17 су најзаступљенији муцини. Садрже око 5.000 аминокиселина, а компонента угљених хидрата може да се протеже до 1 µм од површине ћелије. Муцини формирају физичку баријеру коју бактерије тешко прелазе.
Ентероцити су у стању да покрећу и регулишу инфламаторне процесе ослобађањем неколико хемокина и цитокина. Они такође имају рецепторе за ове молекуле. Дакле, ентероцити ослобађају проинфламаторне молекуле који утичу на имуне ћелије које се налазе у цревној слузокожи.
Други мање познат заштитни механизам ентероцита  је ослобађање везикула са апикалне површине ентероцита. Актин и миозин, моторни апарат микроресица, развијају механичке силе које вуку мембране ка врху сваке микроресице. Акумулације на мембрани завршавају као везикуле, које се ослобађају у лумен црева. Ове везикуле садрже велику количину алкалне фосфатазе која је моћно средство против патогена (смањујући токсичност липополисахарида и запаљење црева). Такође везикула омета везивање бактерија за цревни епител и смањује пролиферацију бактерија. Ослобађање везикула од стране ентероцита је начин слања антимикробних молекула у регионе далеко од епитела.